# Arts²
ARTS² (Arts au carré) est une école supérieure des arts publique de la Fédération Wallonie-Bruxelles, organisée par Wallonie-Bruxelles Enseignement. ARTS2 résulte de la fusion du Conservatoire royal de Mons et de l'École supérieure des Arts plastiques  et visuels à Mons (ESAPV) en date du 1er janvier 2012.  
L' école supérieure des arts dénommée ARTS² organise quatre domaines d'enseignement supérieur artistique : 
- le domaine des Arts visuels (proposant les options : architecture d'intérieur, arts numériques, communication visuelle, dessin, design urbain, gravure, image dans le milieu, peinture et sculpture) ;
- le domaine de la Musique ;
- le domaine du Théâtre;
- le domaine de la Danse.

L’école compte quelque 850 étudiants, son pouvoir organisateur est Wallonie-Bruxelles Enseignement depuis 2019 et son siège social est établi à Mons. Elle organise les cours de l’agrégation de l’enseignement secondaire supérieur jusqu'à l'année académique 2024-2025. Ensuite, l’agrégation de l’enseignement secondaire supérieur sera remplacée par le Master en Enseignement Section 5.  Elle participe aussi au programme Erasmus et collabore à des formations de troisième cycle avec des universités. 

## Directeurs
- André Foulon : 1er janvier 2012.
- Michel Stockhem : septembre 2012. 
  - Directeur du domaine de la Musique : Michel Stockhem ;
  - Directeur du domaine des arts visuels : Philippe Ernotte ;
  - Domaine du théâtre : Jean-Francois Politzer.

## Élèves de renom
- Édith Dekyndt (1960-) : atelier gravure.